# Clepsigenes dissota
Clepsigenes dissota är en fjärilsart som beskrevs av Edward Meyrick 1930. Clepsigenes dissota ingår i släktet Clepsigenes och familjen plattmalar. Inga underarter finns listade i Catalogue of Life.